# Madcap Madge
Madcap Madge è un film muto del 1917 diretto da Raymond B. West. Prodotto da Thomas H. Ince (che appare anche come supervisore del film), aveva come interpreti Olive Thomas, Charles Gunn, Dorcas Matthews, Aggie Herring, J. Barney Sherry.

## Trama
I Flower sono una famiglia composta da quattro persone: il padre, ricco banchiere in difficoltà finanziarie; la madre, che aspira a entrare nella buona società; e le due ragazze, Julia e Madge. Julia, la più grande, briga per contrarre un matrimonio elegante mentre Madge, la più piccola, che ancora studia, è talmente irrequieta che viene espulsa da scuola. Raggiunge quindi la madre e la sorella a Palm Beach, dove le due signore svernano nella stagione fredda. Julia, temendo che la sorella le rovini i suoi piani matrimoniali, costringe Madge a vestirsi come se fosse una bambina di dieci anni. Nonostante tutto, Madge si fa corteggiare dal conte di Larsdale, quello su cui ha puntato gli occhi Julia. Il giovane si rivelerà non essere un conte, ma un americano ricco di suo. In possesso di alcuni documenti, il giovane appianerà gli affari di papà Flower e convolerà a nozze con Madge.

## Produzione
Il film fu prodotto dalla Kay-Bee Pictures e dalla New York Motion Picture, sotto la supervisione di Thomas H. Ince.

## Distribuzione
Distribuito dalla Triangle Distributing, il film uscì nelle sale statunitensi il 24 giugno 1917. In Danimarca, fu distribuito il 4 agosto 1919 con il titolo Frøken Bilrøver; in Francia, il 29 luglio 1921 con il titolo Madge l'écervelée.
Copia completa della pellicola si trova conservata negli archivi del George Eastman House di Rochester.